# كلوت محمدية
كلوت محمدية هي قرية في مقاطعة نائين، إيران. يقدر عدد سكانها بـ 0 نسمة بحسب إحصاء 2016.